# Villingsbergs herrgård
Villingsbergs herrgård är en herrgård i Villingsberg i Örebro län och belägen i den östra delen av Karlskoga kommun. Herrgården blev statligt byggnadsminne 1947.

## Historik
Herrgården ligger i landskapet Närke, vilket skiljer den från stora delar av övriga kommunen, som ligger i Värmland, vid Valån mellan sjöarna Noren och Våtsjön i Knista socken.
Vid herrgården finns lämningar efter ett järnbruk anlagt 1646 av Hans Mönich. Villingsberg kom genom gifte till greve Carl Gustaf Rehnsköld, varefter det länge innehades av släkten von Hofsten, tills Sten-Erland von Hofsten 1856 sålde det till Carl Johan Yngström. 
Villingsberg ägdes från 1916 av Wargöns AB och förvaltades av Villingsbergs AB. Till bolaget hörde även Valåsens masugn samt Mobråtens sågverk i Värmland. Bolaget bildades 1885, då Yngström överlät sina fastigheter i de fyra huvudgårdarna Villingsberg, Valåsen, Ölsboda och Norra Saxån. 1907 såldes Saxån, och 1916 överläts bolagets återstående fastigheter till Wargön AB.
År 1924 såldes herrgården till Domänverket. Försvarsmakten köpte Villingsberg med tillhörande mark 1942 och grundade Villingsbergs skjutfält. Därefter kom herrgården att utnyttjas som officersmäss för skjutfältet.
Herrgården blev statligt byggnadsminne den 9 maj 1947.

## Galleri

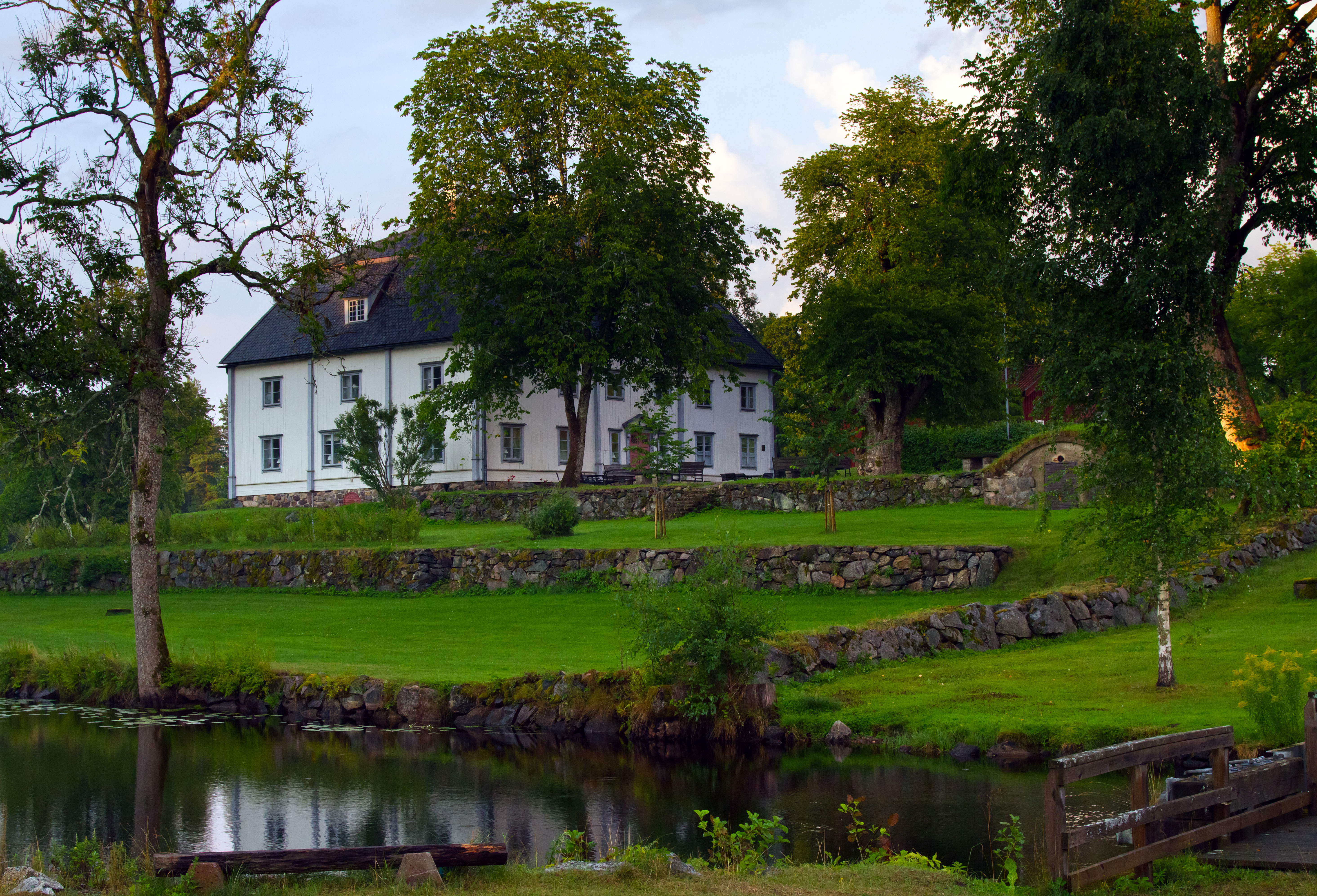
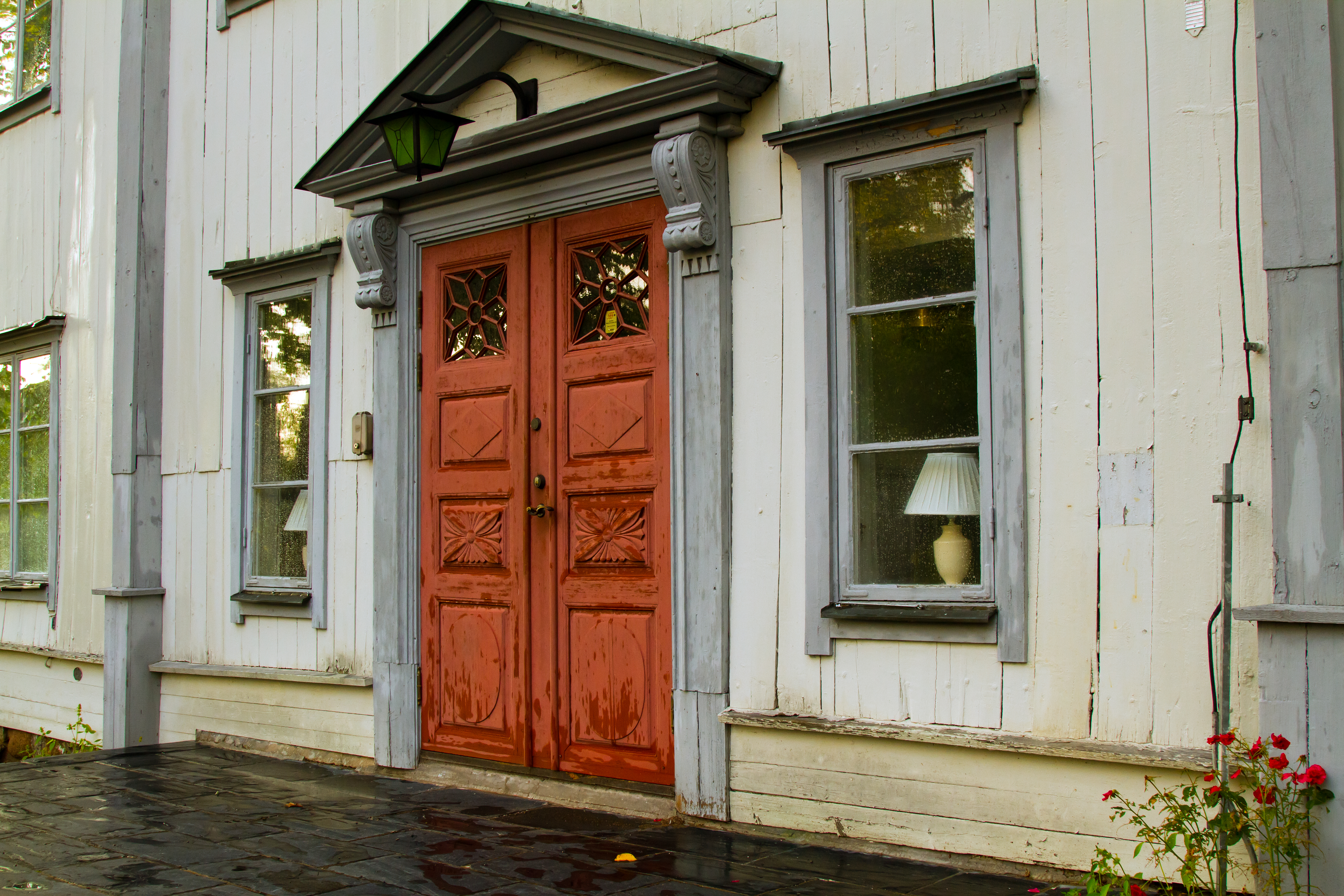
Herrgårdsentrén
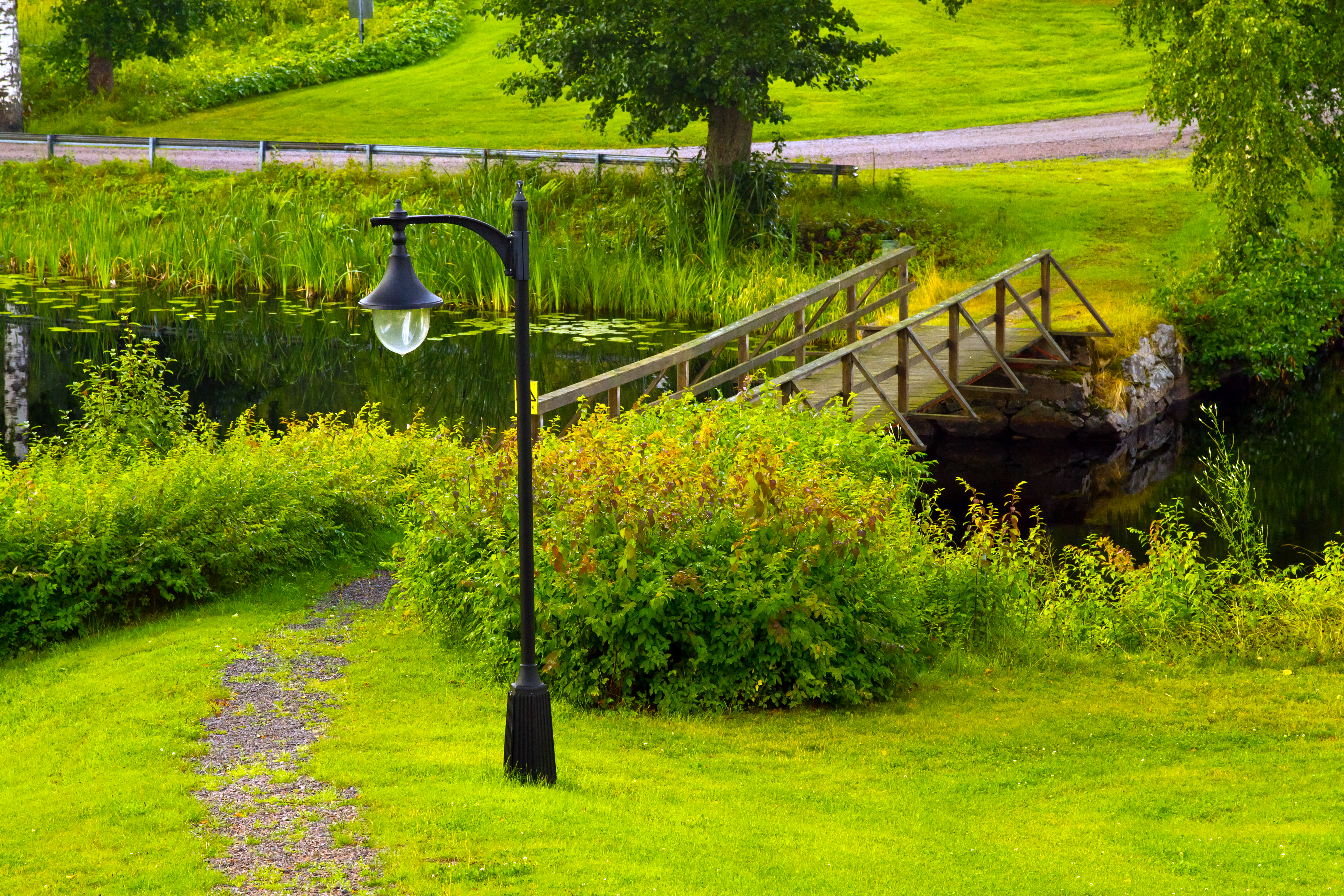